# Galium degenii
Galium degenii là một loài thực vật có hoa trong họ Thiến thảo. Loài này được Bald. ex Degen mô tả khoa học đầu tiên năm 1895.